# Remedios (Kolumbien)
Remedios ist eine Gemeinde (municipio) im Departamento Antioquia in Kolumbien.

## Geographie
Remedios liegt im Nordosten von Antioquia in der Subregion Nordeste auf einer Höhe von ungefähr 700 m ü. NN und hat eine Durchschnittstemperatur von 24 °C. Remedios liegt etwa 190 Kilometer von Medellín entfernt. An die Gemeinde grenzen im Norden Segovia, im Nordosten Cantagallo und San Pablo in Bolívar, im Osten Yondó und Puerto Berrío, im Süden Yolombó und im Westen Yalí, Vegachí und Amalfi.

## Bevölkerung
Die Gemeinde Remedios hat 30.559 Einwohner, von denen 13.836 im städtischen Teil (cabecera municipal) der Gemeinde leben (Stand: 2022).

## Geschichte
Remedios wurde um 1560 gegründet. Seit 1840 hat Remedios den Status einer Gemeinde (municipio).

## Wirtschaft
Der wichtigste Wirtschaftszweig von Remedios ist der Goldabbau. Zudem werden Landwirtschaft und Tierhaltung betrieben.

## Infrastruktur
Remedios verfügt über einen Flughafen im Corregimiento Otú, der von Medellín aus angeflogen wird.

## Söhne und Töchter der Stadt
- Leonel Álvarez (* 1965), Fußballspieler und -trainer
- Wilmar Roldán (* 1980), Fußballschiedsrichter